# ملاباقر علیا

[./Https://instagram.com/molabaqer%3Figshid%3DYmMyMTA2M2Y%3D https://instagram.com/molabaqer?igshid=YmMyMTA2M2Y=]
ملاباقر علیا (شازند)، روستایی از توابع بخش سربند شهرستان شازند در استان مرکزی ایران است.

## جمعیت
این روستا در دهستان هندودر قرار دارد و براساس سرشماری مرکز آمار ایران در سال 1401 جمعیت آن ۹۲ نفر (۴۴خانوار) بوده‌است.